# Jiangnan, Jianghai
Jiangnan (kinesiska: 江南) är ett stadsdelsdistrikt i sydöstra Kina. Det ligger i stadsdistriktet Jianghai i staden Jiangmen i provinsen Guangdong, omkring 65 kilometer söder om provinshuvudstaden Guangzhou.